# Buddhaghóša
Buddhaghóša (doslova Buddhův hlas) byl indický učenec, žijící v 5. století, významný komentátor Tipitaky a představitel théravádského směru buddhismu, považovaný za arahanta.
Zdrojem informací o jeho životě je srílanská kronika Mahavamsa. Podle ní se narodil okolo roku 390 v kraji Magadha v bráhmanské rodině. Poté, co ho v jedné náboženské disputaci porazil buddhistický mnich jménem Revata, ponořil se do studia Buddhova učení, zejména spisu Abhidhamma. Stal se mnichem a odešel do kláštera v Anuradhápuře, kde byl uchováván pálijský kánon. Jeho nejznámějším dílem je Visuddhimagga (Cesta čistoty), trojdílný traktát, který přináší exegezi starších textů včetně různých příhod z Buddhova života a poskytuje praktické rady ohledně způsobů meditace.